# Petchtai Wongkamlao

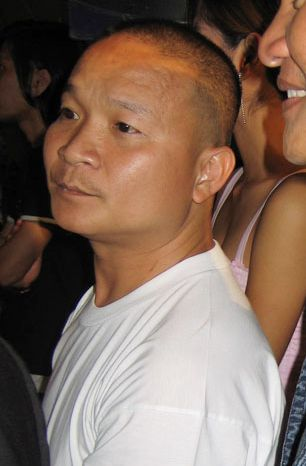
Petchtai Wongkamlao

Petchtai Wongkamlao (Thai: เพ็ชรทาย วงศ์คำเหลา) (Changwat Yasothon, 24 juni 1965) is een Thais komiek, acteur en filmregisseur. Hij werkt onder het pseudoniem Mum Jokmok (Thai:หม่ำ จ๊กม๊ก), een naam waaronder hij in Thailand bekender is dan onder zijn eigen naam.
Wongkamlao begon zijn carrière in de amusementsindustrie: hij trad op als komiek in bars en restaurants. Samen met Suthep Po-ngam leidde hij een komische groep. Ook trad hij op in televisieprogramma's, als co-presentator van een spelprogramma en met een eigen zaterdagavondshow: de Mum Show.
Vervolgens werd hij gecast voor bijrollen in Thaise films. In 2001 speelde hij zijn eerste hoofdrol, in de actiekomedie Killer Tattoo. In 2003 speelde hij een belangrijke bijrol in Ong-Bak, een van de succesvollere Thaise films. Een scène die Wonkamlao later de meest beschamende in zijn leven noemde is die waarin hij naakt over het drukke plein voor het Victory Monument in Bangkok rent.
Na zijn rol in Ong-bak voerde Wonkamlao eigen projecten uit. In 2004 debuteerde hij als regisseur met de film The Bodyguard (waarop in 2007 een vervolg uitkwam). In deze actiekomedie speelde hij zelf de hoofdrol.

## Beknopte filmografie
- 2002: Killer Tattoo
- 2003: Ong-Bak
- 2004: The Bodyguard (regie)
- 2005: Tom-Yum-Goong
- 2005:Yam yasothon (regie)
- 2007: The Bodyguard II (regie)
- 2008: Ong bak 2